# Roman Madej
Roman Madej (ur. 11 sierpnia 1978 w Olkuszu) – polski piłkarz, grający na pozycji obrońcy. Znany głównie z występów w Odrze Wodzisław Śląski.